# HD 160677
HD 160677，又名BD+31 3075，SAO 66231、HR 6584，是一颗恒星，视星等为6.03，位于銀經55.68，銀緯28.02，其B1900.0坐标为赤經17h 36m 10.8s，赤緯+31° 28.02′ 19″。